# Лазарь Хребелянович
Лазарь Хребелянович (серб. Лазар Хребељановић; 1329 — 15 июня 1389) — последний независимый правитель Сербии (1370—1389), святой Сербской православной церкви.

## Биография
Лазарь происходил не из царского рода; он был женат на Милице, родословную которой часто ведут, чтобы связать Лазаря с Неманичами, от Стефана Первовенчанного. Впервые Лазарь выдвинулся после смерти Стефана Душана, когда Сербское царство распалось на отдельные части и феодалы начали ожесточённую борьбу за первенство. На захватившего власть Вукашина поднялись все сербские великаши, в том числе и Лазарь. Он пригласил на помощь Людовика I Венгерского и захватил у Вукашина уделы и власть, а Людовик занял Мачву.
Лазарь не называл себя ни царём, ни королём, но только князем, самодержцем всей Сербской земли, и жил в Крушеваце. В 1376 году Лазарь добился от византийского патриарха освобождения от наложенного им на Сербию ещё при Стефане Душане проклятия и признания сербского патриархата.
Воспользовавшись смертью Людовика Великого Венгерского, Лазарь отвоевал Мачву с Белградом. Туркам Лазарь платил ежегодную дань, но мечтал избавиться от них, для чего заключил военный союз с Твртко Боснийским. Когда в 1389 султан Мурад I привёл на Косово поле войско, намного превосходившее войско Лазаря, судьба Сербии была решена.
По преданию, перед битвой Лазарь произнёс клятву, в которой призывал всех сербских правителей объединиться для борьбы с внешним врагом в лице турок, пригрозив тем, кто откажется защищать Сербию:

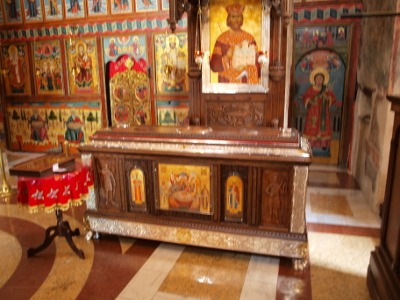
Саркофаг Лазаря в монастыре Раваница

Кто есть сербин и сербского рода,

Но на Косово, на бой не пришёл он

Не имел он от сердца порода

Не мужского, и не девичьего,

От руки его ничего не родилося.

Ни румяно вино, не пшеница бела

Проклято его всяко колено

### Память
Память о Лазаре, погибшем в битве, до настоящего времени сохранилась в сербских народных песнях. Святой Лазарь был обезглавлен, и его мощи были перенесены в Раваницу.
Когда из-за нападения турок монахи в 1690 году были вынуждены покинуть свою обитель, они перешли в старый монастырь Врдник на Фрушке-Горе, находившийся тогда в упадке, и перенесли на новое место мощи святого князя.
С 1889 года в Сербии вручается орден Святого князя Лазаря. Потомки Лазаря и Милицы образовали династию Лазаревичи.